# Morgan Spurlock

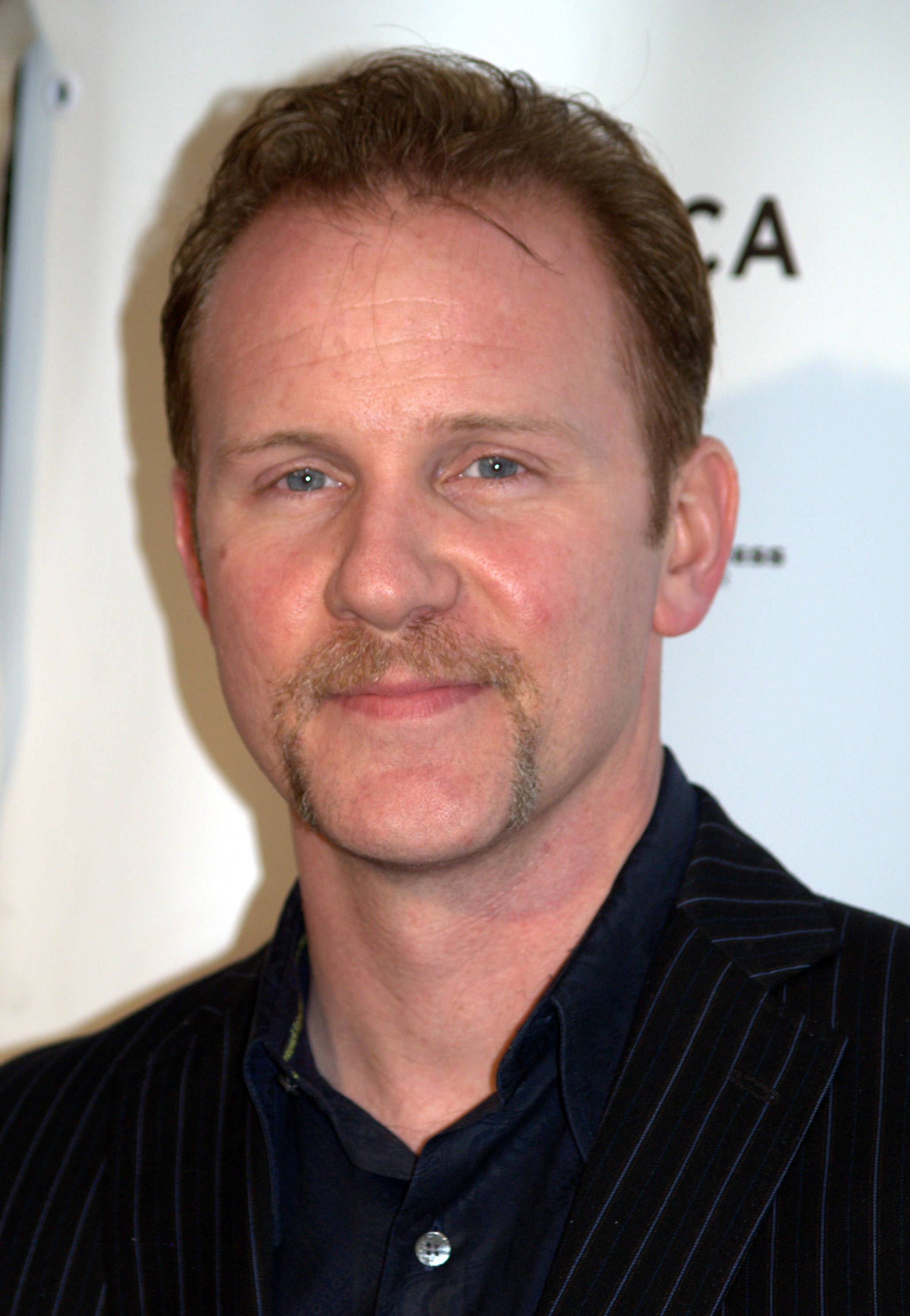
Morgan Spurlock

Morgan Valentine Spurlock (Parkersburg (West Virginia), 7 november 1970 – Upstate New York (New York), 23 mei 2024) was een onafhankelijke Amerikaanse documentairemaker, televisieproducent en scenarioschrijver. Hij was vooral bekend door zijn documentaire Super Size Me, waarin hij de gezondheidseffecten van fastfood liet zien door een maand lang drie keer per dag bij McDonald's te eten.

## Biografie
Spurlock werd geboren in Parkersburg (West Virginia), maar hij groeide op in Beckley. Later verhuisde hij naar New York.
Voordat hij Super Size Me maakte was Spurlock enige tijd actief als toneelschrijver, zijn toneelstuk The Phoenix won meerdere prijzen op het New York International Fringe Festival. Voor de Amerikaanse televisie bedacht hij de programma' 30 Days (voor FX) en I Bet You Will (voor MTV).
In 2008 maakte hij Where In The World Is Osama Bin Laden en in 2011 kwam zijn film The Greatest Movie Ever Sold uit. Deze film gaat over sluikreclame en is geheel betaald door sponsoren die dan ook weer uitgebreid in de film te zien zijn. In 2013 regisseerde Spurlock de film One Direction: This Is Us over boyband One Direction.
Spurlock overleed op 23 mei 2024 op 53-jarige leeftijd aan de gevolgen van kanker.